# Henry Zakka
Henry Zakka (Caracas; 29 de julio de 1956) es un actor y director de televisión venezolano, más conocido por haber hecho el papel de "Igor Mora" en La casa de al lado y a Amador Colina en Una maid en Manhattan y también por haber dirigido un documental de televisión titulado Chalino Sánchez... Una vida de peligros.
Se hizo conocido para el gran público, en 1985 y 1986 por trabajar como actor de reparto, en dos míticas telenovelas venezolanas Topacio y Cristal.

## Trayectoria

### Actor
- La historia de Juana - Guillermo «Memo» 2024[1]
- Esta historia me suena 2023[2]
- Pienso en ti - "Alfonso Rivero" - 2023[3]
- Los ricos también lloran - "Padre Guillermo" - 2022
- Si nos dejan - "Fabián Caballero" - 2021
- Como tú no hay dos - "Federico "Fede" Mercurio" - 2020
- Rubí - "Boris" - 2020
- Juliantina - Camilo Guerra - 2019
- Amar a muerte - "Camilo Guerra" - 2018-2019
- La piloto - "Chacón" - 2017
- La fan - "Dr. Machado" - 2017
- Eva la Trailera - "Roberto Monteverde Sr." - 2016
- Reina de corazones - "Octavio de Rosas" - 2014
- Cosita linda - "Narciso Luján" - 2014
- 11-11: En mi cuadra nada cuadra - "Camilo" - 2013
- Pasión prohibida - "Guillermo" - 2013
- Una maid en Manhattan - "Amador Colina" - 2011-2012
- La casa de al lado - "Igor Mora" - 2011
- Aurora - "Ignacio Miller" - 2010-2011
- El fantasma de Elena - "Alan Martin" - 2010
- La ley del silencio - "Luis Alberto" - 2005
- Te amaré en silencio - "Tony" - 2003
- La revancha - "Oscar Riverol" - 2000
- Zíngara - "Kolia Stevanovich" - 1996
- Peperina - 1995
- Perla negra - "Dante Andrade Zamora" 1994
- Cara bonita - Martin - 1994
- Celeste siempre Celeste - "Juan Ignacio Pérez Terrada" - 1993
- Déjate querer - "Javier" - 1993
- Soy Gina - "Padre Nolan" - 1992
- Inolvidable - "Asdrúbal" - 1992
- Princesa - "Ramiro" - 1992
- Amándote II - Rubén Márquez -
- Cristal - "Adán Freites - 1985
- Topacio - "Dr. Daniel Andrade" - 1985
- Jugando a vivir - "Diego" - 1982
- Natalia de 8 a 9 - Francisco - 1980
- Drama de amor en el bloque 6 - Romeo González (Miniserie) - 1979
- Mabel Valdez, periodista - Jorge 1979
- Estefanía - "Gabriel Seijas" - 1979

### Director
- Chalino Sánchez: Una vida de peligros - 2004